# Central eléctrica de Sendou
La Central eléctrica de Sendou es una central eléctrica de carbón proyectada en Senegal. La central eléctrica, tiene prevista su ubicación cerca de Bargny, el proyecto inicial fue cancelado y sustituido por otro de una central de gas natural en diciembre de 2019.

## Historia
La licitación internacional se lanzó el 18 de noviembre de 2005. El acuerdo entre el ministro de Energía de Senegal y el director general de Senelec, por un lado, y Nykomb Synergetics, por otro lado, se firmó el 24 de enero de 2008 en Dakar. El acuerdo proponía la construcción y operación de la central eléctrica por el consorcio liderado por Nykomb Synergetics, y estipulaba la compra de energía por parte de Senelec.
El plan para construir la central eléctrica de carbón se canceló en diciembre de 2019. Este cambio proclamado por los ambientalistas, que celebraron la segunda cancelación de una central eléctrica de carbón en África, después de Lamu Coal Power Station en Kenia.

## Descripción
La central eléctrica estaría ubicada en el pueblo de Sendou (también conocido como Siendou), a 35 kilómetros al sureste de Dakar. Se ubicará en el paseo marítimo en un entorno principalmente industrial y, en consecuencia, no afectará la diversidad biológica ni zonas naturales. La central eléctrica de Sendou se planeó como central eléctrica de carbón de una sola unidad con una potencia de generación total de 125 MW y una potencia neta de 115 MW. La central generaría 925 GWh de electricidad al año durante un período de 25 años. 
Se presupuestó que el proyecto cueste 118 mil millones de francos CFA. Cuando se construya este proyecto y entre en funcionamiento, las importaciones de combustible de Senegal se reducirán hasta en 40 € millones por año. 

## Empresa del proyecto
Compagnie d'Electricité du Sénégal SA es un consorcio que se incorporó para desarrollar y operar la central eléctrica Sendou. El consorcio está dirigido por Nykomb Synergetics Development AB y está formado por Vattenfall Power Consult, Maytas, BHEL, BMCE Bank, Standard Bank of South Africa y Comptoir Balland-Brugneaux. 